# Високо-слоести облаци
Високо-слоестите облаци (Altostratus) са средно високи облаци, които се характеризират с равномерен сив до синьо-зелен слой. На цвят те са по-светли от слоесто-дъждовните облаци и по-тъмни и по-ниски от пересто-слоестите облаци. Слънцето може да бъде видяно през по-тънките облачни слоеве, но по-дебелите слоеве могат да са непрозрачни.

## Образуване
Високо-слоестите облаци се образуват от издигането на големи и стабилни въздушни маси, което кара водната пара в тях да кондензира в облак. Те могат да породят слаби превалявания, често под формата вирга. Ако валежите се усилват, високо-слоестите облаци могат да прераснат в слоесто-дъждовни.
Високо-слоестите облаци най-често заемат формата на безформен облачен пласт, но могат да имат и вълнички, породени от вятър през облака. Могат да бъдат и разпокъсани, с видимо небе, което понякога предвещава наближаването на топъл фронт.
Този тип облаци могат да бъдат съставени от ледени кристалчета. Размерът на тези кристалчета в облака по принцип нараства с намаляване на надморската височина. Установено е, че в горната част на тези облаци кристалите са с хексагонална форма (засвидетелствано от наличието на хало), докато в долната част са по-конгломерирани.
Най-често, високо-слоести облаци се образуват пред топъл или оклюзионен фронт, като се сгъстяват към слоесто-дъждовни облаци. Въпреки това, те могат да се срещнат и заедно с купесто-дъждовни облаци при студен фронт
Високо-слоестите облаци не се разделят на видове, поради еднородността на външния им вид и общата им структура.

## Разновидности
- Altostratus translucidus – слой, основната част от който е достатъчно прозрачна, за да разкрива очертанията на Слънцето или Луната;[5]
- Altostratus opacus – слой, основната част от който е толкова непрозрачна, че напълно закрива Слънцето или Луната;[5]
- Altostratus duplicatus – два или повече наслоени участъка, близки един до друг и понякога частично обединени;[5]
- Altostratus undulatus – слой, основната част от който има вълнообразни очертания;[5]
- Altostratus radiatus – относително прави успоредни ивици, които като че ли се събират в една точка или две противоположни точки на хоризонта;[5]